# Martin Rupps
Martin Rupps (* 1964 in Stuttgart) ist ein deutscher Politologe, Journalist und Autor.
Nach einem Volontariat bei einer Tageszeitung studierte er Politikwissenschaft, Neueste Geschichte und Wirtschafts- und Sozialgeschichte. 1996/97 wurde er bei Ludger Kühnhardt an der Universität Freiburg im Breisgau mit der Dissertation Zum Politikverständnis von Helmut Schmidt zum Dr. phil. promoviert. Er wurde dann Leiter der ARD-Koordination 3sat beim Südwestrundfunk.
Er ist Mitglied des Wissenschaftlichen Beirats des „Landshut“-Projekts, der das Dornier-Museum in Friedrichshafen bei der Entwicklung und Umsetzung der Ausstellung über die Entführung des Flugzeugs „Landshut“ unterstützt.

## Schriften (Auswahl)
- mit Ludger Kühnhardt, Gerd Leutenecker, Frank Waltmann (Hrsg.): Die doppelte deutsche Diktaturerfahrung. Drittes Reich und DDR – ein historisch-politikwissenschaftlicher Vergleich. Lang, Frankfurt am Main u. a. 1994, ISBN 3-631-46754-0.
- Helmut Schmidt. Politikverständnis und geistige Grundlagen. Bouvier, Bonn 1997, ISBN 3-416-02698-5.
- Helmut Schmidt. Eine politische Biographie. Hohenheim-Verlag, Stuttgart u. a. 2002, ISBN 3-89850-073-X.
- Troika wider Willen. Wie Brandt, Wehner und Schmidt die Republik regierten. Propyläen, Berlin 2004, ISBN 3-549-07197-3.
- Wir Babyboomer. Die wahre Geschichte unseres Lebens. Herder, Freiburg im Breisgau u. a. 2008, ISBN 978-3-451-29726-7.
- Helmut Schmidt. Mensch, Staatsmann, Moralist. [Zum 90. Geburtstag] (= Herder-Spektrum. Bd. 6020). Herder, Freiburg im Breisgau u. a. 2008, ISBN 978-3-451-06020-5.
- Ich will nicht mehr 20 sein. Das Weltwissen der Babyboomer. Herder, Freiburg im Breisgau u. a. 2010, ISBN 978-3-451-30214-5.
- Helmut Schmidt. Der letzte Raucher. Ein Porträt. Herder, Freiburg im Breisgau u. a. 2011, ISBN 978-3-451-30419-4.
- Die Überlebenden von Mogadischu. Suhrkamp, Berlin 2012, ISBN 978-3-518-42341-7.
- Der Lotse. Helmut Schmidt und die Deutschen. Orell Füssli, Zürich 2015, ISBN 978-3-280-05553-3.
- Zutrauen! Ideen statt Ideologien – was mir in der Politik wichtig ist. Julia Klöckner im Gespräch mit Volker Resing und Martin Rupps, Herder, Freiburg im Breisgau u. a. 2015, ISBN 978-3-451-31114-7.
- Kanzlerdämmerung. Wer zu spät kommt, darf regieren. Orell Füssli Verlag, Zürich 2017, ISBN 978-3-280-05645-5.